# 雙朝向清真寺
雙朝向清真寺（阿拉伯语：‎）是沙烏地阿拉伯第二聖地麥地那的一家清真寺，標誌了穆斯林的祈禱朝向從耶路撒冷改為麥加天房的歷史時刻。亦使清真寺有了兩個米哈拉布。